# Трстеник (Шентруперт)
Трстеник (словен. Trstenik) је насељено место у општини Шентруперт, регија Југоисточна Словенија, Словенија.

## Историја
До територијалне реорганизације у Словенији био је у саставу старе општине Требње.

## Становништво
У попису становништва из 2011. године, Трстеник је имао 115 становника.
| Број становника према пописима | Број становника према пописима | Број становника према пописима |
| ------------------------------ | ------------------------------ | ------------------------------ |
| 1991                           | 2002                           | 2011                           |
| 106                            | 104                            | 115                            |

Напомена: Године 2009. извршена је мања размена територије између насеља Мирна (Мирна) и Трстеник.